# 미에자

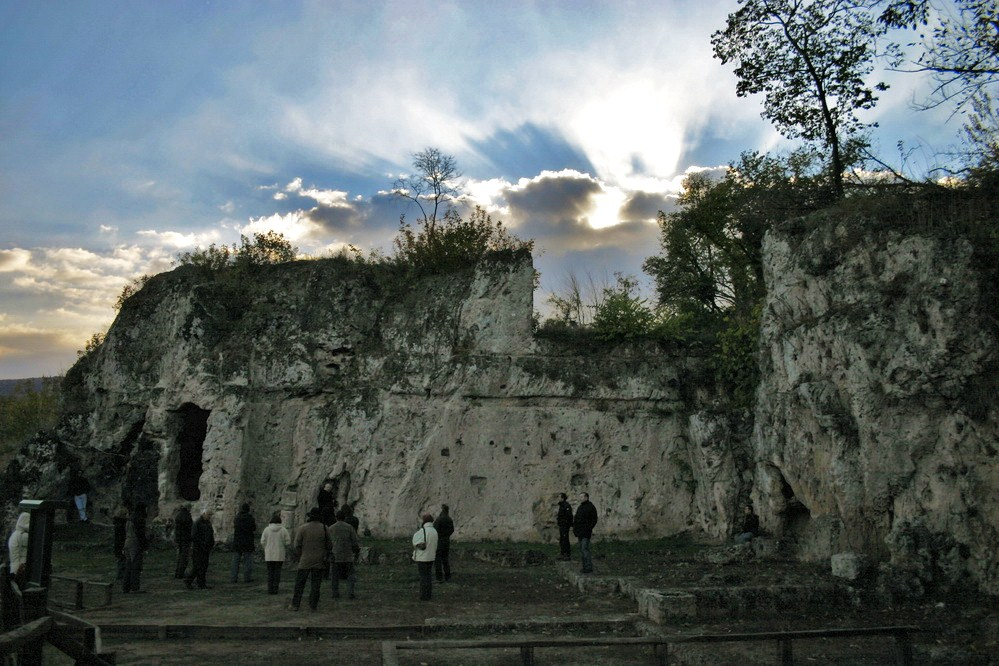
나오우사 근처의 "아리스토텔레스 학교" 발굴

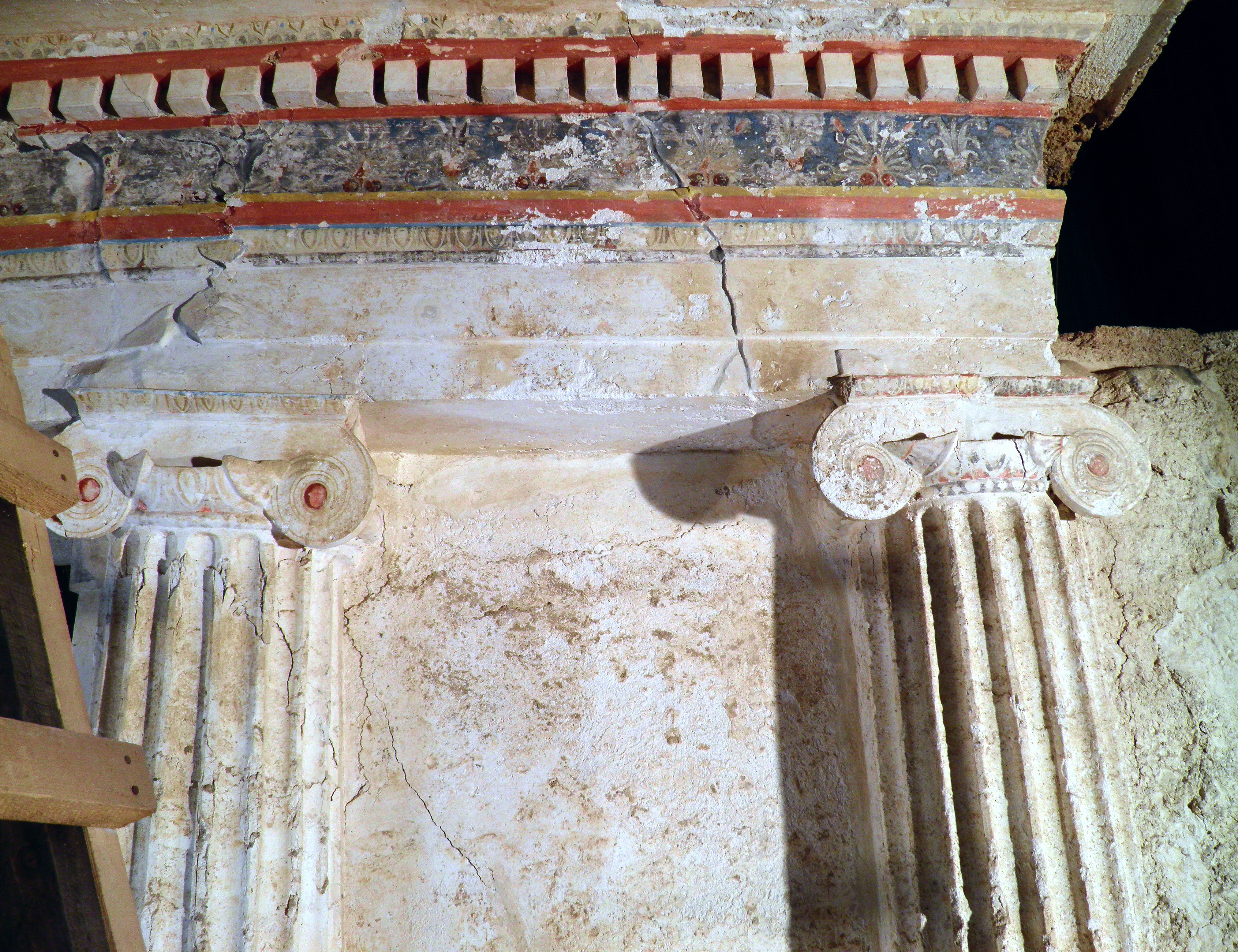
팔메테스의 묘의 외관(기원전 3세기)

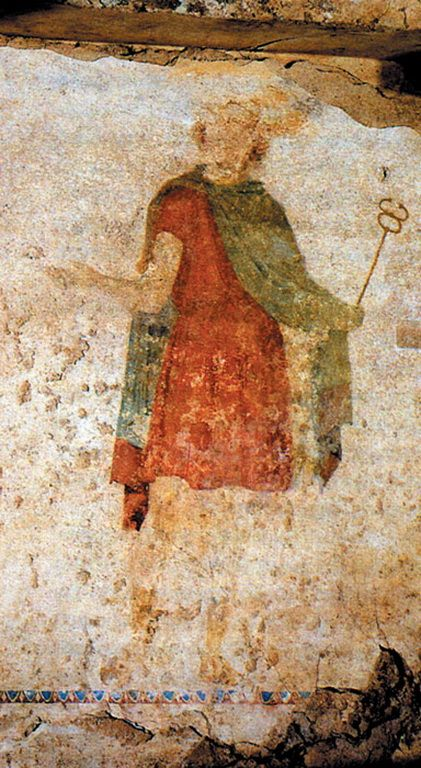
고대 미에자 판관의 묘 프레스코

미에자(현대 그리스어: Μίεζα, Mieza)는 ‘님프의 사원’이며, 아리스토텔레스가 기원전 343년부터 340년까지 소년기인 알렉산더 대왕을 가르친 고대 마케도니아의 마을이다. 한때 미에자가 있었던 곳은 현재 그리스 중앙마케도니아 주 이마티아 현 나오우사의 마을 근처에 있으며, 1954년부터 고고학 발굴의 과제가 되었던 곳이다.
미에자는 고대 마케도니아의 신화에서 베레스의 딸이며, 올로가노스와 베로이아의 자매의 이름을 따서 지은 것이다. 알렉산더의 콤파니온 페우케스타스의 고향이기도 하다. 알렉산더 대왕의 아버지 필리포스 2세가 아들을 가르치기 위해 아리스토텔레스를 고용하여, 님프의 신전을 교실로 제공하였다. 그 답례로 필리포스는 자신이 초토화시켰던 아리스토텔레스의 고향인 스타게이라를 재건하고, 시민들을 해방시켜주었다.
미에자에서 아리스토텔레스에게 교육을 받은 학생들로는 헤파이스티온, 프톨레마이오스 1세, 카산드로스 그리고 클레이토스가 있다.